# 長蛇-半人馬座超星系團

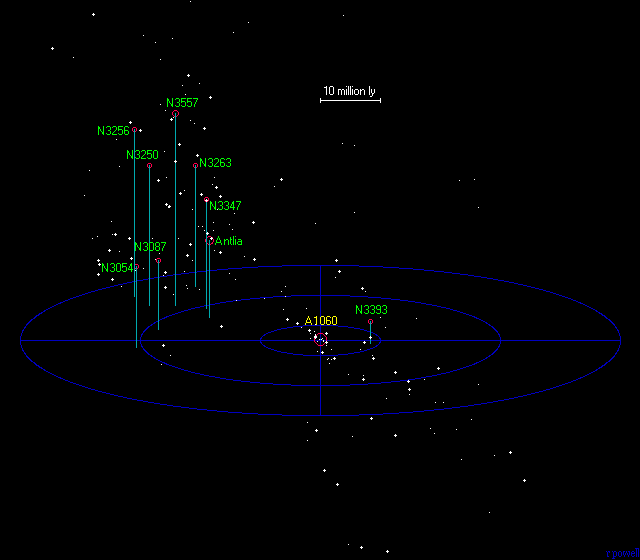
長蛇座超星系團的3度空間圖。

長蛇-半人馬座超星系團，或是長蛇座和半人馬座超星系團是一個被分為兩個部份，並且最靠近銀河系所在的室女座超星系團的超星系團。這個超星系團在半人馬座的部份可以分為4個主要的星系集團（A3526（半人馬座星系團）、A3565、A3574和A3581），還有長蛇座星系團（A1060）和矩尺座星系團（A3627）。除了中央的星系集團之外，在1.5億至2億光年的距離上，還有一些較小的星系集團也屬於這一個超星系團。

## 外部連結
- Complete detail of Hydra Supercluster on atlasoftheuniverse.com （页面存档备份，存于）
- Complete detail of Centaurus Supercluster on atlasoftheuniverse.com （页面存档备份，存于）